# یواس‌اس پل (اف‌اف-۱۰۸۰)
یواس‌اس پل (اف‌اف-۱۰۸۰) (به انگلیسی: USS Paul (FF-1080)) یک کشتی بود که طول آن ۴۳۸ فوت (۱۳۴ متر) بود. این کشتی در سال ۱۹۷۰ ساخته شد.